# 美国南方文学
美国南方文学（英語：Southern United States literature）是1920年代美国南方出现的一种文学现象。南方作家群关注南方的土地、人民和家庭等问题，采用南方特有的语言风俗。威廉·福克纳是南方文学中最具影响力的人物，他创作的约克纳帕塔法系列小说，深入探讨了南方的历史与现实。与他同时代的作家还有罗伯特·佩恩·沃伦、尤多拉·韦尔蒂等等。第二次世界大战以后，福克纳的创作力走了下坡路，这时期的主要作家有沃克·珀西、弗兰纳里·奥康纳、卡森·麦卡勒斯、威廉·斯蒂伦等人。